# Alde Feanen
Alde Feanen este o arie protejată (arie specială de conservare — SAC, sit de importanță comunitară — SCI, arie de protecție specială avifaunistică — SPA) din Țările de Jos întinsă pe o suprafață de 2.124 ha, integral pe uscat.

## Localizare
Centrul sitului Alde Feanen este situat la coordonatele 53°07′28″N 5°55′31″E / 53.1245°N 5.9253°E.

## Înființare
Situl Alde Feanen a fost declarat arie de protecție specială avifaunistică în mai 1994 pentru a proteja 28 de specii de animale. Alte tipuri de protecție:
- sit de importanță comunitară (în iulie 1998)
- arie specială de conservare (în iunie 2013)[2][4][5]

## Biodiversitate
Situată în ecoregiunea atlantică, aria protejată conține 7 habitate naturale: Lacuri eutrofice naturale cu vegetație de tip Magnopotamion sau Hydrocharition, Pajiști umede nord-atlantice cu Erica tetralix, Pajiști cu Molinia pe soluri calcaroase, turboase sau argilos-nămoloase (Molinion caeruleae), Liziere de ierburi înalte hidrofile de câmpie și de nivel montan până la alpin, Mlaștini turboase de tranziție și turbării mișcătoare, Mlaștini calcaroase cu Cladium mariscus și specii de Caricion davallianae, Mlaștini împădurite.
La baza desemnării sitului se află mai multe specii protejate:
- păsări (20): lăcar-de-rogoz (Acrocephalus schoenobaenus), rață lingurar (Anas clypeata), rață pitică (Anas crecca), rață fluierătoare (Anas penelope), rață pestriță (Anas strepera), gârliță mare (Anser albifrons), gâscă cenușie (Anser anser), stârc roșu (Ardea purpurea), rață-cu-cap-castaniu (Aythya ferina), rața moțată (Aythya fuligula), buhai de baltă (Botaurus stellaris), Branta leucopsis, chirighiță neagră (Chlidonias niger), erete de stuf (Circus aeruginosus), sitar de mâl (Limosa limosa), grelușel-de-zăvoi (Locustella luscinioides), ferestraș mic (Mergus albellus), cormoran mare (Phalacrocorax carbo), bătăuș (Philomachus pugnax), cresteț pestriț (Porzana porzana)
- mamifere (3): vidră de râu (Lutra lutra), Microtus oeconomus arenicola, liliac de iaz (Myotis dasycneme)
- nevertebrate (1): libelule (Leucorrhinia pectoralis)
- pești (4): zvârluga (Cobitis taenia), zglăvoacă (Cottus gobio), țipar (Misgurnus fossilis), boarță (Rhodeus amarus)